# Doble culpabilidad y otras historias
Doble culpabilidad y otras historias  (título original en inglés: Double Sin and Other Stories) es una recopilación de cuentos escritos por la escritora británica Agatha Christie y publicado en Estados Unidos por Dood, Mead and Company en 1961. No fue publicado en España, aunque todos los cuentos se publicaron con posterioridad en Poirot infringe la ley y Pudding de Navidad. Tampoco fue publicado en Reino Unido, sin embargo todas las historias fueron publicadas en otras colecciones.

## Títulos de las historias
- «Doble culpabilidad» («Double Sin»)
- «Nido de avispas» («Wasp's Nest»)
- «El pudding de Navidad» («The Theft of the Royal Ruby» o «The Adventure of the Christmas Pudding»)
- «La muñeca de la modista» («The Dressmaker's Doll»)
- «La locura de Greenshaw» («Greenshaw's Folly»)
- «Doble pista» («The Double Clue»)
- «La última sesión» («The Last Seance»)
- «Santuario» («Sanctuary»)